# 铠甲动物门
铠甲动物门（學名：Loricifera）又稱兜甲动物门，是动物界的一门，其下的物種生活在海洋中，这个门在1983年被莱因霍尔德发现。在2017年發現了寒武紀中期的铠甲动物的化石。
牠们的近亲是动吻动物门和鳃曳动物门，此三門統稱為有棘動物（Scalidophora）。但有些分子證據顯示牠們的親緣可能與泛節肢動物更加親近。

## 形態
这种动物有头，嘴和消化系统，没有循环系统和内分泌系统。是假体腔动物（有嘴和肛门的动物）。雌雄異体，卵生，生活史異常複雜。2010年發現該門有無氧呼吸的物種。发育中经过一独特的希金斯（Higgins）幼虫期，很像成体，但它有一对趾用于运动。

## 分類
- 小铠甲虫科 Nanaloricidae   Kristensen（英语：Reinhardt Kristensen）, 1983
- 矮铠甲虫科 Pliciloricidae   Higgins & Kristensen, 1986
- 科 Urnaloricidae   Heiner & Møbjerg Kristensen, 2009
- 已滅絕單元   (科未定)